# 2-Désoxyribose-5-phosphate
Le 2-ésoxyribose-5-phosphate est un dérivé du ribose-5-phosphate intervenant dans la structure de l'ADN.
Il est notamment clivé par une lyase, la désoxyribose-phosphate aldolase, selon la réaction :
2-désoxy-D-ribose-5-phosphate    {\displaystyle \rightleftharpoons }    D-glycéraldéhyde-3-phosphate   +   acétaldéhyde.